# Horace (North Dakota)
Horace ist eine Kleinstadt (mit dem Status „City“) im Cass County im US-amerikanischen Bundesstaat North Dakota. Das U.S. Census Bureau hat bei der Volkszählung 2020 eine Einwohnerzahl von 3.085 ermittelt.
Horace ist Bestandteil der Fargo–Moorhead Metropolitan Area.

## Geografie
Horace liegt im südwestlichen Vorortbereich von Fargo im Südosten North Dakotas. Wenige Kilometer östlich von Horace fließt der Red River of the North, der die Grenze zu Minnesota bildet. Die geografischen Koordinaten von Horace sind 46°45′32″ nördlicher Breite und 96°54′13″ westlicher Länge. Das Stadtgebiet erstreckt sich über eine Fläche von 27,89 km².
Das Stadtzentrum von Fargo liegt 22 km nordöstlich. Weitere Nachbarorte von Horace sind Moorhead in Minnesota (23,4 km in der gleichen Richtung), Sabin in Minnesota (25,9 km östlich), Comstock in Minnesota (22,4 km südöstlich), Oxbow (18,9 km in der gleichen Richtung), Kindred (20,8 km südwestlich), Davenport (17,8 km westsüdwestlich) und West Fargo (13,6 km nördlich).
Die nächstgelegenen größeren Städte sind Winnipeg in der kanadischen Provinz Manitoba (376 km nördlich), Duluth in Minnesota am Oberen See (415 km östlich), Minneapolis in Minnesota (384 km südöstlich), Sioux Falls in South Dakota (382 km südlich) und North Dakotas Hauptstadt Bismarck (313 km westlich).
Die Grenze zu Kanada befindet sich 266 km nördlich.

## Verkehr
Rund drei Kilometer östlich von Horace verläuft in Nord-Süd-Richtung die Interstate 29. Alle Straßen innerhalb des Stadtgebiets sind untergeordnete Landstraßen, teils unbefestigte Fahrwege sowie innerörtliche Verbindungsstraßen.
In Horace endet eine aus südwestlicher Richtung kommende Eisenbahnstrecke der Red River Valley and Western Railroad, einer regionalen Eisenbahngesellschaft, die auf von der BNSF Railway gepachteten Strecken Frachtverkehr betreibt.
Der nächste Flughafen ist der Hector International Airport in Fargo (24,6 km nordnordöstlich).

## Demografische Daten
Nach der Volkszählung im Jahr 2010 lebten in Horace 2430 Menschen in 810 Haushalten. Die Bevölkerungsdichte betrug 87,1 Einwohner pro Quadratkilometer. In den 810 Haushalten lebten statistisch je 3,0 Personen.
Ethnisch betrachtet setzte sich die Bevölkerung zusammen aus 97,1 Prozent Weißen, 0,5 Prozent Afroamerikanern, 1,4 Prozent amerikanischen Ureinwohnern, 0,2 Prozent Asiaten sowie 0,2 Prozent aus anderen ethnischen Gruppen; 0,7 Prozent stammten von zwei oder mehr Ethnien ab. Unabhängig von der ethnischen Zugehörigkeit waren 0,9 Prozent der Bevölkerung spanischer oder lateinamerikanischer Abstammung.
33,4 Prozent der Bevölkerung waren unter 18 Jahre alt, 61,7 Prozent waren zwischen 18 und 64 und 4,9 Prozent waren 65 Jahre oder älter. 49,4 Prozent der Bevölkerung war weiblich.

Das mittlere jährliche Einkommen eines Haushalts lag bei 91.071 USD. Das Pro-Kopf-Einkommen betrug 42.218 USD. 3,0 Prozent der Einwohner lebten unterhalb der Armutsgrenze.